# Ingeborg Skov
Ingeborg Cathrine Caroline Skov (22. februar 1893 – 5. februar 1990) var en dansk skuespillerinde.
Hun blev født på Linnésgade 18 i København til cand.jur auktionsdirektør Nis Hansen Skov (1853-1904) og Agnes Augusta Ambrosen (1859-1927). Hun var den ældste ud af en søskendeflok på 3.
Hendes første ægteskab var med overretssagfører Aage Lassen-Landorph (1891-1941). Hun blev den 25. oktober 1930 i Odense gift med skuespiller og teaterdirektør Carl Thorvald Larsen (1892-1992), og hendes liv de næste 60 år var både privat og professionelt nært knyttet til hans.
Hun læste hos Peter Jerndorff og Betty Hennings, fik sin uddannelse på Dagmarteatrets Elevskole, og debuterede på Dagmarteatret i 1911 som den lille Louison i "Den indbildt syge". Den 8. november 1912 spillede hun rollen som Line i "Vidunderbarnet". I 1914 havde hun sin filmdebut som Carl i Elskovsbarnet. I 1915 spillede hun Bertha i Statens Kurér, og Asta i Det evige Had. I årene efter virkede hun på Alexandrateatret, og på turnérede i Sverige og Norge sammen med Peter Malberg på Malberg-turnéen Danmark rundt i 1916. Samme år spillede hun Elsie i En Forbryders Liv og Levned, og året efter spillede hun Jeanne i Fru Kristina.
Da Ingeborg Skov blev gift første gang opgav hun skuespillerkarrieren i nogle år. Dog genoptog hun skuespillet, og mellem 1920 og 1925 var hun engageret ved provinsensembler under skiftende direktører - Ove Bassøe, Gerda Christophersen, Otto Jacobsen, og fra 1925 med sin fremtidige mand, Thorvald Larsen. Hun fulgte Thorvald til Odense Teater, hvor hun 1927 - 1935 spillede 60 roller i vidt forskellige genrer, herunder en lang række store og fremtrædende roller i det romantiske repertoire. I løbet af sin karriere spillede hun bl.a. Agnete i "Elverhøj", Emmy i "Nøddebo Præstegård", Abigael i "Ambrosius", Puk i "En skærsommernatsdrøm" og Hedvig i "Vildanden". Det fineste cadeau fik hun for hendes samspil med Bodil Ipsen i "Mrs. Dot".
Da ægteparret i 1935 flyttede til Folketeatret holdt hun sig noget mere i baggrunden, men trådte til under sygdom og medvirkede dermed til at mange aflysninger kunne undgås. Mellem 1935 og 1959 spillede hun på Folketeatret i bl.a. "Frøkenklostret", "Moderhjertet", "Dans under stjernerne", "Den gale fra Chaillot", "Kvinder på hotel", "Fra bord til bord" og som pastorinde Blicher i "Nøddebo Præstegård". Hun havde også teaterroller på andre teatre, f.eks. Det Ny Teater og Alléscenen. I 1954 vendte hun tilbage til filmkarrieren og spillede Charlotte von Kipping i Arvingen. I 1958 kunne man se hende i rollen som enkepastorinde Sartorius i Krudt og klunker, i 1959 som Prof. de Witt i Helle for Helene og til sidst i rollen som Fru Thurøe i Hvis lille pige er du? fra 1963.
Skov stoppede som teaterskuespillerinde 1958, da hendes mand ophørte som teaterdirektør og blev biografdirektør for Alexandra Biografen.
Hun døde den 5. februar 1990 i en alder af 96.